# Сосідко Григорій
Григорій Сосідко (нар. 1 січня 1893 — пом. 27 листопада 1968) — український військовик, підполковник Дієвої армії УНР, живописець, театральний режисер аматорського театру, актор.

## Біографія
Народився в селі Велика Данилівка Харківської губернії (нині місцевість  Харкова). Навчався у Харківському технологічному інституті. Був мобілізований до російської армії. Закінчив Віленське військове училище (1915). Нагороджений Георгіївською зброєю. Останнє звання у російській армії — штабс-капітан.
У березні 1918 року в Полтаві вступив до 2-го Запорізького полку окремої Запорізької дивізії Армії УНР. У 1920—1921 роках — командир Богунського куреня 1-ї Запорізької дивізії Армії УНР.
З 1922 року мешкав в Сокалі, Угринові на Сокальщині, де проявив себе як живописець, театральний режисер, а також актор, грав у місцевому аматорському театрі.
У червні 1943 року, разом із сином Романом, вступив до Стрілецької дивізії СС «Галичина», був начальником зв'язку дивізії.
З 1950 року проживав в еміграції у Канаді.
Помер в місті Торонто 27 листопада 1968 року.

## Вшанування пам'яті
Розпорядженням Харківської обласної військової адміністрації № 513 від 26.07.2024 «Про перейменування об'єктів топонімії міста Харкова» провулок Берінговий в місті Харкові  перейменований на провулок Григорія Сосідка.